# 凤山站 (黄海北道)
鳳山站（朝鲜语：／ Pongsan yŏk */?）是位于朝鮮民主主義人民共和國黄海北道凤山郡的一個鐵路車站。屬於平釜線和凤山线。

## 邻近车站
平釜线
東沙里院站 - 鳳山站 - 清溪站
凤山线
鳳山站 - 西凤山站